# Gunnar Seidenfaden
Gunnar Seidenfaden (1908 – 9 de febrero de 2001) fue un diplomático y botánico danés. Fue embajador de Dinamarca en Tailandia de 1955 a 1959, y en la URSS de 1959 a 1961.
Fue un experto en Orchidaceae del sudeste asiático. Publicó varias obras multivolúmees de las orquídeas, e.g. The Orchids of Thailand – A Preliminary List (con T. Smitinand) y Orchid Genera in Thailand vol. I- XIV. Fueron trabajos estrictamente taxonómicos y florísticos, aunque embellecidos con sus propios dibujos de partes de flores, como si se tratase de una disección a microscopio.
Gunnar Seidenfaden estudia botánica en la Universidad de Copenhague de 1926 en la Facultad de Biología, a 1934. Se involucró rápidamente en investigaciones botánicas de Groenlandia, estando desde 1928, seis veranos allí, parcialmente como mánager de Lauge Koch y sus expediciones geológicas al este de Groenlandia. Sin embargo, falla en su examen para la maestría (“magisterkonferens”) en Botánica, por lo que se inclina a estudiar Economía y ciencia política; graduándose como “cand.polit.” en 1940. Luego se emplea en el Ministerio de Asuntos Exteriores. Pasados sus años de embajador , comanda un estudio jurídico del Ministerio hasta 1967. Y continúa tomando responsabilidades sobre la posición danesa en conferencias internacionales de materia ambiental, e.g. CITES (1973), Convención de Helsinki (1979), y la Convención de Berna (1979).
En 1938, gana un concurso de Escandinavia por el mejor libro de ciencia popular con “Modern Arctic Exploration”.
Durante su época en Tailandia, inició una cooperación de largo aliento con el Real Departamento Forestal Thai, con quien arregló una serie de expediciones botánicas hasta mediados de los 1980s.
- La abreviatura «Seidenf.» se emplea para indicar a Gunnar Seidenfaden como autoridad en la descripción y clasificación científica de los vegetales.[1]

Describió no menos de 510 nuevas especies y variedades.

## Honores

### Eponimia
Géneros de Orchidaceae
- Seidenfadenia Garay
- Seidenfadeniella C.S.Kumar
- Seidenfia Szlach.
- Gunnarella Senghas
- Gunnarorchis Brieger

Se nombraron en su honor, como así también Fadenia, un género de tiburón extinto del Pérmico.